# Joliet (文件系统)
Joliet是一個主要為CD-ROM電腦資料存貯器儲存訊息的檔案系統，它被定義在ISO 9660的擴充規範中，主要目的是放寬遵循ISO 9660限制的檔案名稱。Joliet獲得微軟的指定和認可，自從Windows 95和Windows NT 4.0後，Microsoft Windows作業系統的所有版本都予以支持。

## 外部連結
- Joliet drivers for Mac OS 8/9 （页面存档备份，存于）
- US Patent 5758352 - Common name space for long and short filenames （页面存档备份，存于）
- Joliet Specification （页面存档备份，存于）